# Зарницино
Зарницино — деревня Фоминского сельского округа Константиновского сельского поселения Тутаевского района Ярославской области.

## Описание
Расположена в 15 км к северо-западу от окраин Ярославля, на правом берегу Волги (Горьковское водохранилище) ниже посёлка Константиновский и Ярославского нефтеперерабатывающего завода. Деревня находится на возвышенности, круто обрывающейся к узкой полосе заболоченного (подтопленного водохранилищем) волжского берега. С южной стороны от деревни протекает ручей, отделяющий её от посёлка Микляиха. В 2 км к юго-западу от деревни проходит федеральная трасса Р151 Ярославль — Тутаев, к ней проложена дорога от нефтеперерабатывающего завода.

## История
На плане Генерального межевания Борисоглебского уезда 1792 года обозначено село Веденское с альтернативным названием Калодино. В 1825 Борисоглебский уезд был объединён с Романовским уездом. По сведениям 1859 года село уже под именем Калово относилось к Романово-Борисоглебскому уезду. Калово было переименовано в Зарницыно в 1960-х годах.
В деревне имеется действующая Введенская церковь, известная также как церковь села Калова или села Введенского. Пятиглавая церковь построена в 1809 году на средства прихожан и титулярного советника Елизара Иоакимовича Зорина. Церковь имеет три престола: во имя Введения во Храм Пресвятой Богородицы, во имя святителя Николая, архиепископа мир Ликийских и во имя Всех Святых. Храм этот никогда не закрывался.
В 1965 г. Указом Президиума ВС РСФСР село Калово переименовано в Зарницино.

## Население
| 1859 | 2002 | 2007 | 2010 |
| ---- | ---- | ---- | ---- |
| 155  | ↘0   | →0   | →0   |

## Достопримечательности
Близ деревни расположена действующая Церковь Введения во храм Пресвятой Богородицы (1809).